# Carlos Osoro Sierra
Carlos Osoro Sierra (Sinh 1945) là một Hồng y người Tây Ban Nha của Giáo hội Công giáo Rôma. Ông từng đảm nhiệm vai trò Tổng giám mục đô thành Tổng giáo phận Madrid, Đại diện các Giáo hội Công giáo Đông phương tại Tây Ban Nha và Hồng y Đẳng linh mục Nhà thờ Maria in Trastevere.
Trước khi được bổ nhiệm đến Madrid làm Tổng giám mục vào năm 2014, Hồng y Sierra từng đảm nhận nhiều vai trò khác nhau trong các giáo phận cũng như Hội đồng Giám mục, như: Giám mục Giáo phận Orense (1996-2002), Tổng giám mục đô thành Tổng giáo phận Oviedo, Giám quản Tông Tòa Giáo phận Santander (2006-2007), Giám quản Tông Tòa Oviedo (2009), Tổng giám mục đô thành Tổng giáo phận Valencia (2009-2014). Tại Hội đồng Giám mục Tây Ban Nha, ông cũng từng đảm nhận vai trò Phó Chủ tịch, từ năm 2014 đến năm 2017.

## Tiểu sử
Hồng y Carlos Osoro Sierra sinh ngày 16 tháng 5 năm 1945 tại Castañeda, Tây Ban Nha. Sau quá trình tu học dài hạn tại các cơ sở chủng viện theo quy định của Giáo luật Công giáo, ngày 29 tháng 7 năm 1973, Phó tế Sierra, 28 tuổi, tiến đến việc được truyền chức linh mục. Cử hành nghi thức truyền chức linh mục là Giám mục Juan Antonio del Val Gallo, giám mục chính tòa Giáo phận Santander. Tân linh mục cũng chính là thành viên linh mục đoàn Giáo phận này.
Sau 23 năm thực hiện các công việc mục vụ trên cương vị cũng như thẩm quyền linh mục, ngày 27 tháng 12 năm 1996, Tòa Thánh loan báo thông tin Giáo hoàng đã quyết định bổ nhiệm linh mục Carlos Osoro Sierra, 51 tuổi, gia nhập Giám mục đoàn Công giáo Hoàn vũ, với vị trí được trao phó là Giám mục chính tòa Giáo phận Orense. Lễ tấn phong cho vị giám mục tân cử được tổ chức sau đó vào ngày 22 tháng 2 năm 1997, với phần nghi thức truyền chức được cử hành cách trọng thể bởi 3 giáo sĩ cấp cao, gồm Chủ phong là Tổng giám mục Lajos Kada, Sứ thần Tòa Thánh tại Tây Ban Nha; hai vị giáo sĩ còn lại, với vai trò phụ phong, gồm Tổng giám mục Julián Barrio Barrio, Tổng giám mục đô thành Tổng giáo phận Santiago de Compostela và Giám mục José Diéguez Reboredo, Giám mục chính tòa Giáo phận Tui-Vigo. Tân giám mục chọn cho mình châm ngôn:PER CHRISTUM ET CUM IPSO ET IN IPSO.
Sau 5 năm cai quản Orense, Tòa Thánh công bố tin bổ nhiệm, thăng Giám mục Sierra làm Tổng giám mục, bổ nhiệm vị trí Tổng giám mục đô thành Tổng giáo phận Oviedo. Thông tin này được công bố rộng rãi vào ngày 7 tháng 1 năm 2002 trên các phương tiện truyền thông Tòa Thánh. Trong thời gian này, ông còn kiêm thêm nhiệm vụ Giám mục Giám quản Tông Tòa Giáo phận Santander trong vòng gần một năm, từ ngày 23 tháng 9 năm 2006 đến ngày 27 tháng 7 năm 2007. Bảy năm sau khi được bổ nhiệm làm Tổng giám mục Oviedo, một lần nữa, Tòa Thánh quyết định thuyên chuyển Tổng giám mục Sierra, lần này bổ nhiệm vào vị trí Tổng giám mục đô thành Tổng giáo phận Valencia. Tin này được Tòa Thánh công bố vào ngày 8 tháng 1 năm 2009. Tân Tổng giám mục Valencia đã đến cử hành các nghi lễ nhận chức tại giáo phận sau đó vào ngày 18 tháng 4 sau đó. Song song với vị trí mới này, ông còn kiêm nhiệm thêm vai trò Giám quản Tông Tòa Giáo phận cũ là Tổng giáo phận Oviedo, và giữ vai trò này đến ngày 21 tháng 11 năm 2009.
Sau 5 năm chăm sóc mục vụ tại Valencia, Tòa Thánh một lần nữa quyết định thuyên chuyển Tổng giám mục Sierra, lần này Tòa Thánh quyết định đưa Tổng giám mục Sierra về thủ đô Tây Ban Nha, Madrid, làm Tổng giám mục đô thành Tổng giáo phận Madrid. Thông tin trên được công bố vào ngày 28 tháng 8 năm 2014. Hai tháng sau đó, ngày 25 tháng 10, Tân Tổng giám mục Thủ đô đã đến cử hành nghi thức nhận Giáo phận. Từ ngày 9 tháng 6 năm 2016, ông còn kiêm nhiệm thêm vai trò Thường vụ Đại diện Giáo hội Công giáo Đông Phương tại Tây Ban Nha.
Bằng Công nghị Hồng y được tổ chức vào ngày 19 tháng 11 năm 2016, Giáo hoàng Phanxicô đã vinh thăng Tổng giám mục Carlos Osoro Sierra tước vị Hồng y. Tân Hồng y có phẩm trật Hồng y Linh mục, với Nhà thờ Hiệu tòa được chỉ định là Santa Maria in Trastevere. Sau đó, ông cũng đã đến nhận nhà thờ hiệu tòa của mình vào ngày 25 tháng 2 năm 2017.